# Подвигу Балтийцев
Памятник «Подвигу Балтийцев» был установлен в память о работниках «Балтийского завода», погибших в годы блокады  Ленинграда и Великой Отечественной войны.
В годы войны и блокады Ленинграда «Балтийский завод» не прекращал свою работу ни на один день. Работниками завода осуществлялся ремонт боевых кораблей, изготовление боеприпасов, а также  строительство барж, которые использовались на водной трассе Дороги жизни.
Памятник располагается в Санкт-Петербурге на территории «Балтийского завода» по адресу Василеостровский район, Косая линия дом 16. Монумент расположен поблизости от главной проходной завода.
Координаты расположения памятника:
N 59° 55' 38.125'' E 30° 15' 28.667''
Памятник был установлен в 1995 году к пятидесятилетнему юбилею Победы в Великой Отечественной войне. Внесён в  Книгу Памяти под номером 22086.

## Описание памятника
Памятник представляет из себя стелу, выполненную из серого гранита. Наверху располагается чёрная мраморная табличка, на которой выбито изображение пальмовой ветви и даты:
«41-45»
Ниже на стеле нанесена надпись:
«Подвигу Балтийцев в Великой Отечественной войне»
Ближе к основанию стелы выбита цифра 50 в знак того, что монумент установлен  к пятидесятилетнему юбилею победы, также справа и снизу от него выбито изображение пальмовой ветви.
Памятник установлен на площадке, выложенной плитами из серого гранита. По периметру площадка обнесена декоративным ограждением из чугунных цепей.